# جورجي بيتكوف
جورجي بيتكوف هو لاعب كرة قدم بلغاري في مركز الدفاع، ولد في 30 يوليو 1988 في بورغاس في بلغاريا. لعب مع او في سي سليفن 2000.

## وصلات خارجية
- جورجي بيتكوف على موقع قاعدة بيانات كرة القدم.إي يو (الإنجليزية)
- جورجي بيتكوف على موقع Soccerway.com (الإنجليزية)